# 蘆竹区

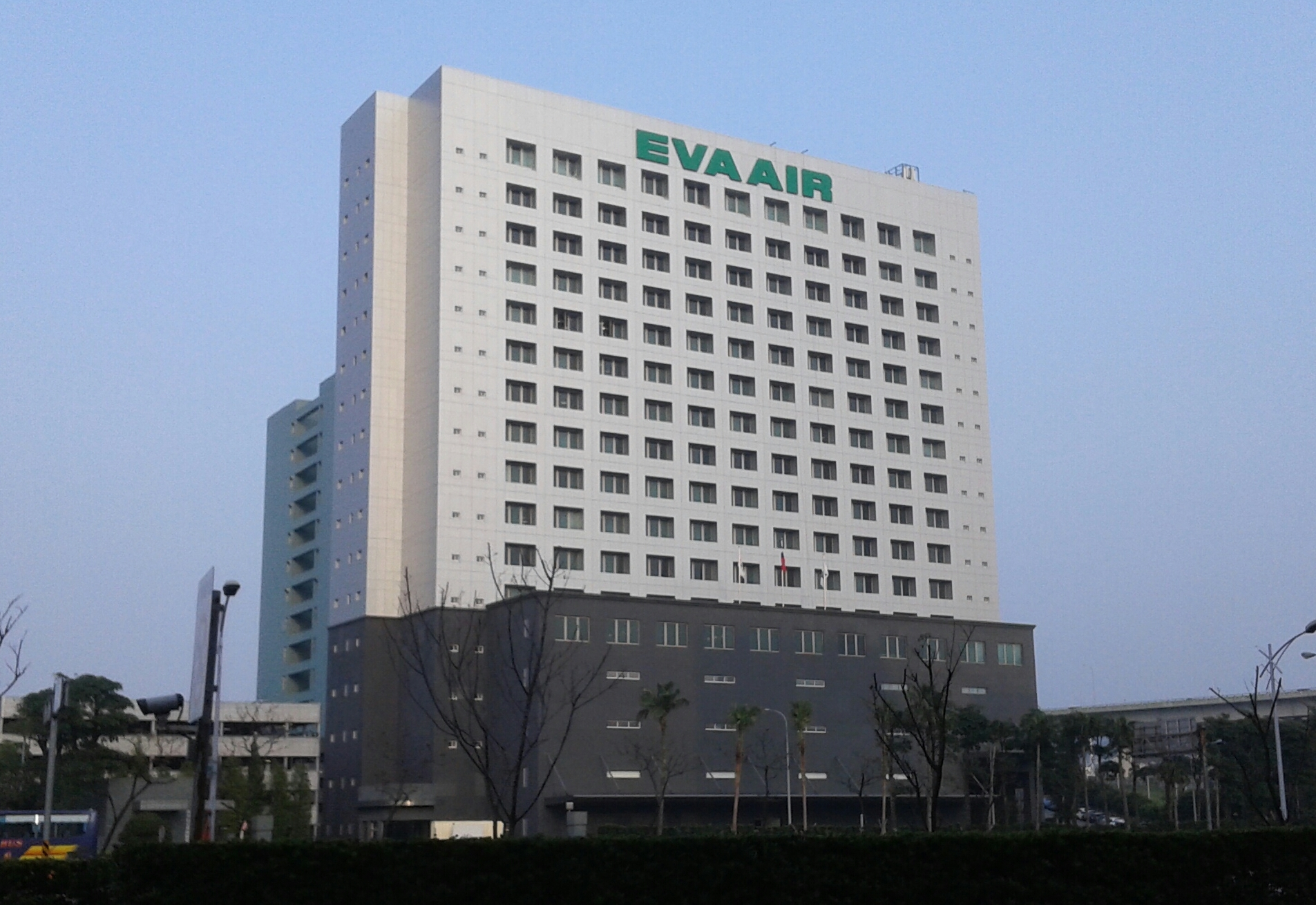
エバー航空本社ビル

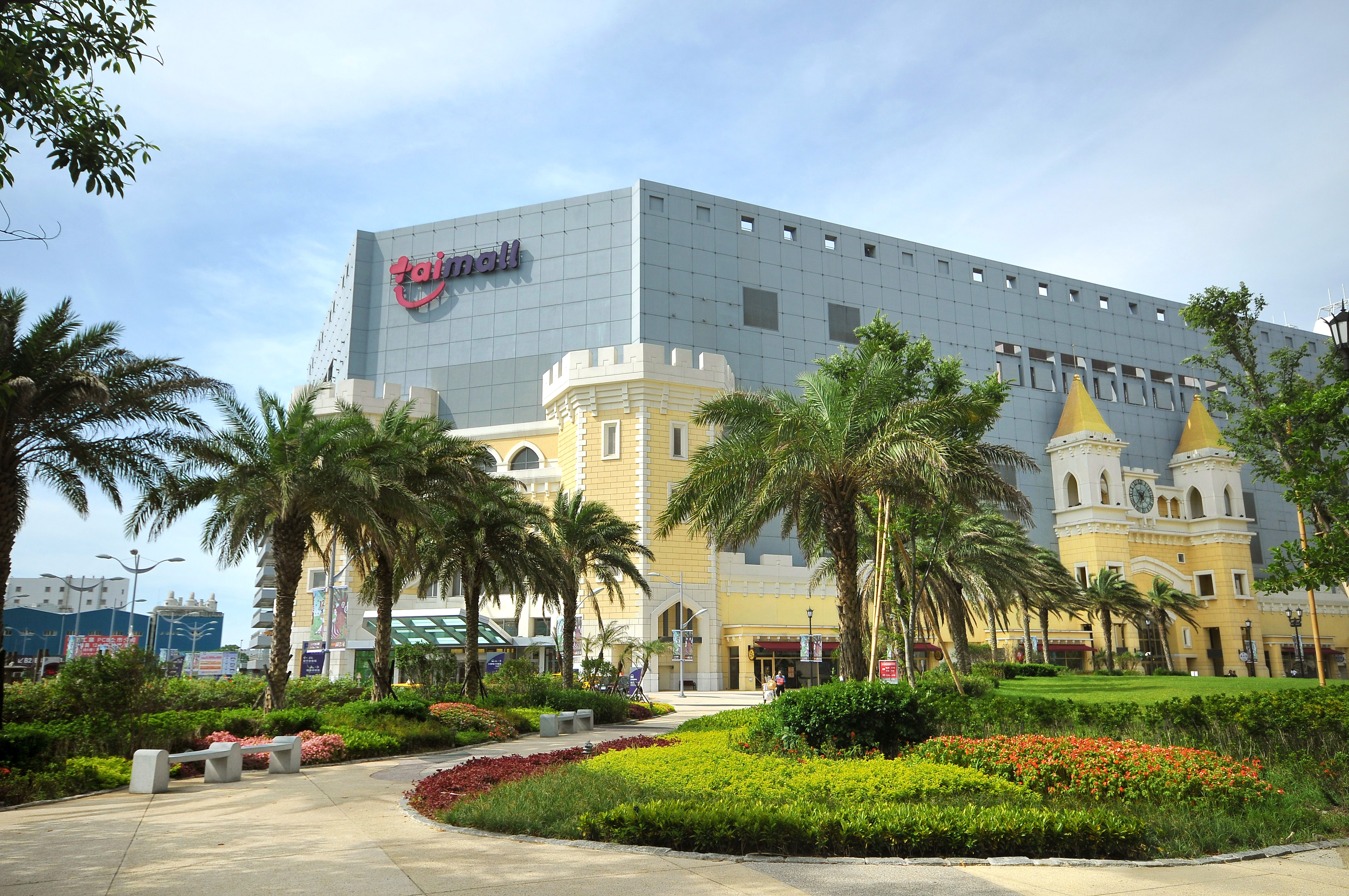
タイモールショッピングセンター

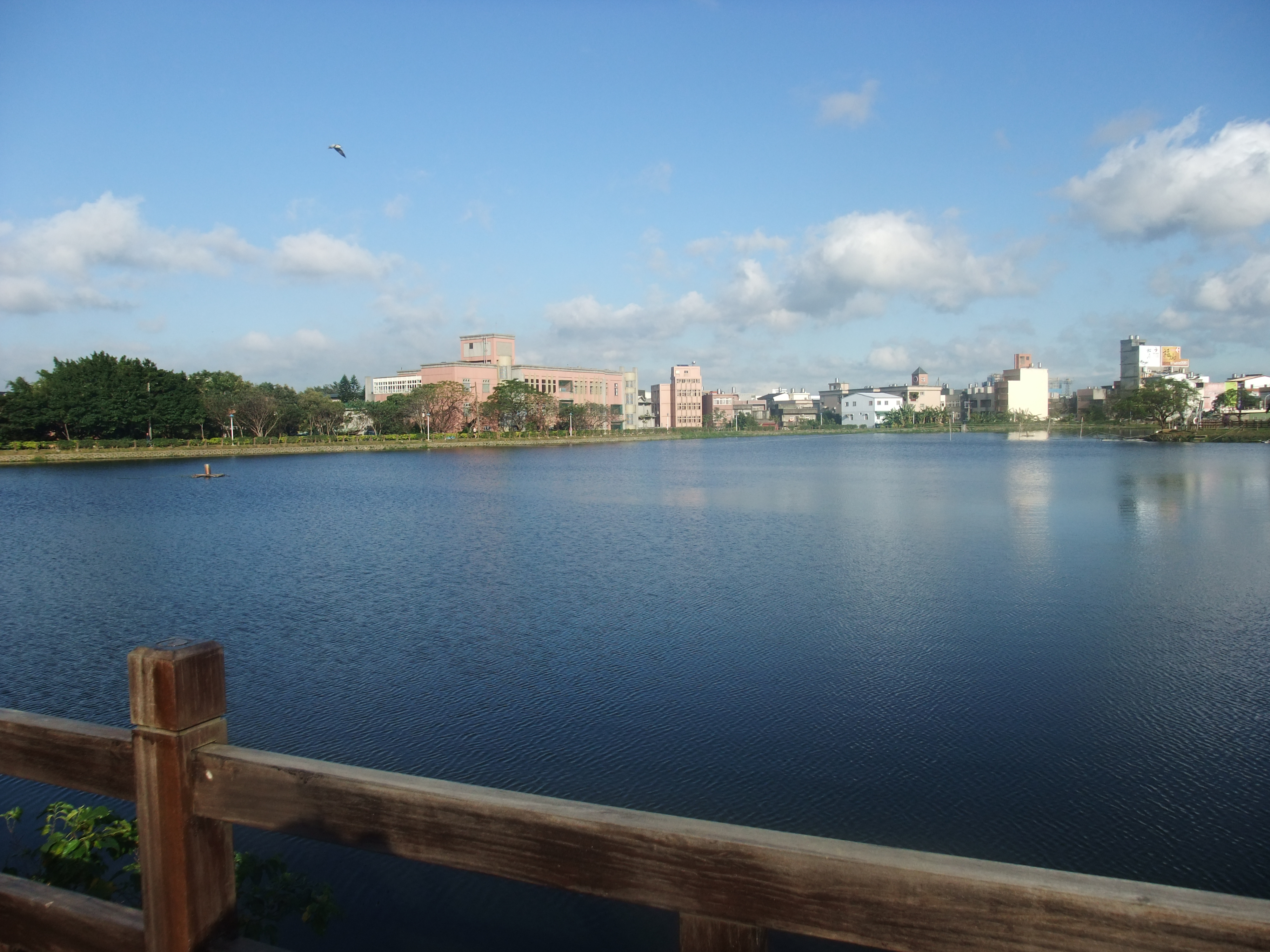
大竹観光休閑公園

蘆竹区（ルージュー/ろちく-く）は、台湾桃園市東北部の市轄区。台湾西部における交通の要衝として近年急速に開発が進んでいる。

## 地理
蘆竹区は桃園市の最北端に位置している。地勢は東北から南西に向かって伸びており、東北は丘陵地が形成され全郷面積の1/3を占めている。南西部は平坦な田園地帯が広がっている。行政区域は西側で台湾桃園国際空港に接していることから国際航空貨物の集積地として発達している。

## 歴史
約400年前、蘆竹はアシと竹が多い茂る荒涼とした土地であり、原住民とオランダ人の居住地が点在していた。康熙末年、広東省嘉一帯の住民が南崁港を用い、台湾海峡を挟んだ交易を開始し大いに栄えた。雍正年間には福建省漳州、泉州の人間がこの地に入植し現在の発展の基礎を築いた。
1895年、日本による台湾統治が開始されると行政区域に対したびたび改編が加えられた。1915年、桃園に初め庁が設置されたが、1920年には庁が廃止され州が設置されると桃園庁桃澗堡が管轄していた新興、福興、中興、新荘仔、大竹囲、蘆竹厝、南崁下、南崁廟口、南崁内厝及び台北庁八里坌堡が管轄していた坑子口、坑子外、坑子の12庄が合併し新竹州桃園郡蘆竹庄が誕生した。
1945年に中華民国により領有された台湾は、翌年1月11日に蘆竹郷と改められ桃園県の管轄となった。1950年に地方自治が自走されると。新竹県は桃園県、新竹県、苗栗県に分割され、蘆竹郷は桃園県の管轄となった。2014年1月10日の人口統計で15万人を超え、同年6月3日に県轄市となった。2014年12月25日、桃園県が直轄市となり桃園市と改称したことから、蘆竹市は蘆竹区と改名し、県轄市になってわずか6ヵ月で市轄区となった。

## 行政区
| 地区 | 里 |
| ---- | --- |
| 大竹 | 上竹里、宏竹里、新荘里、大竹里、中福里、富竹里、新興里、上興里、中興里 |
| 南崁 | 山鼻里、内厝里、瓦窯里、南崁里、南興里、錦興里、芦竹里、五福里、羊稠里、長興里、南栄里、錦中里、営盤里、営福里、興栄里、吉祥里、長寿里、中山里、福禄里、芦興里、順興里、福興里、正興里、福昌里 |
| 山脚 | 山脚里、坑子里、海湖里、浜海里、外社里、坑口里 |

## 歴代区長
- 1998-2006 李清彰
- 2006-2007 趙秋蒝（当選後選挙法違反で逮捕）
- 2007 方力脩（代理）
- 2007-2010 趙余菊蘭（趙秋蒝の妻）
- 2010-現在 褚春来

## 教育

### 大学
- 開南大学

### 高級中学
- 桃園市立南崁高級中学

### 国民中学
- 桃園市立山脚国民中学
- 桃園市立大竹国民中学
- 桃園市立光明国民中学

## 交通
| 種別     | 路線名称       | その他                           |
| -------- | -------------- | -------------------------------- |
| 鉄道     | 林口線（廃止） | 長興駅                           |
| 捷運     | 桃園機場捷運   | 山鼻駅                           |
| 高速道路 | 中山高速道路   | 桃園IC 機場JCT                   |
| 省道     | 台4線          | 台湾桃園国際空港～蘆竹区～桃園区 |
| 省道     | 台15線         |                                  |
| 省道     | 台61線         |                                  |

## 観光

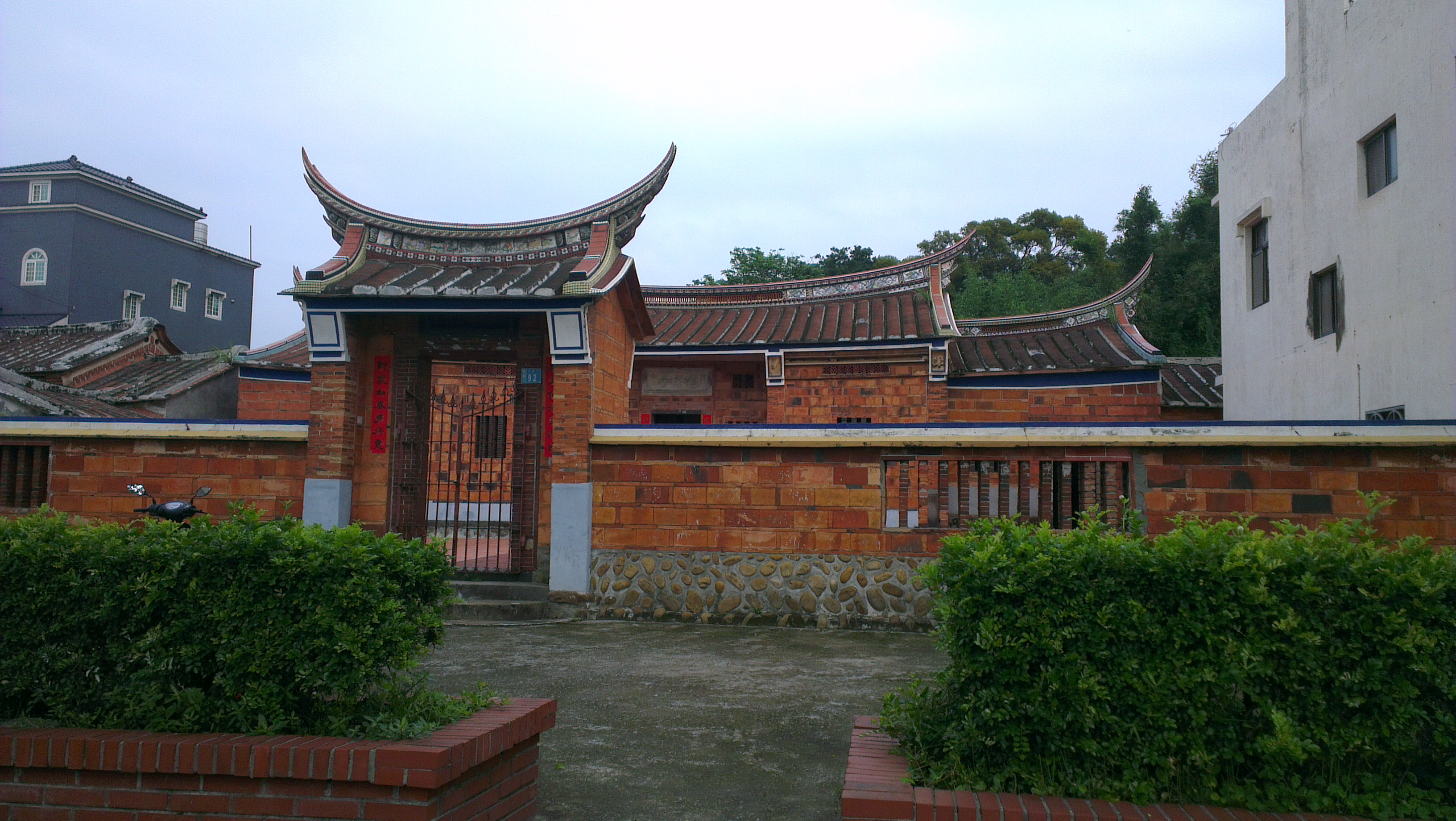
蘆竹徳馨堂

- 蘆竹五福宮（中国語版）（南崁五福宮）
- 大竹観光休閑公園（中国語版）
- 五酒桶山
- 蘆竹徳馨堂（中国語版）